# Ship Submersible Guided Missile Nuclear

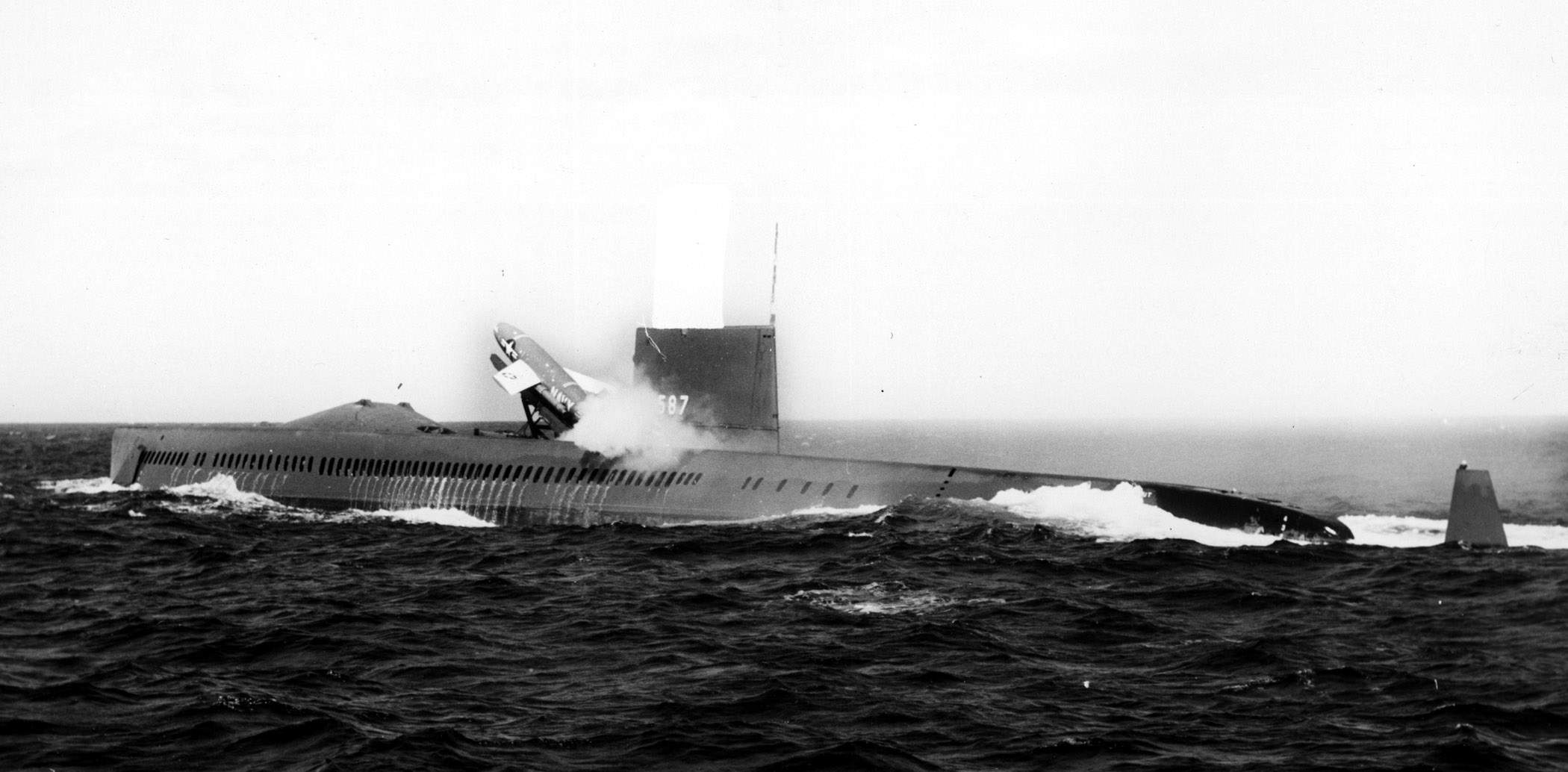
Odpalenie rakiety na USS „Halibut” (SSGN-587)

Ship Submersible Guided Missile Nuclear (SSGN) – w systematyce US Navy, okręt podwodny o napędzie jądrowym przenoszący niebalistyczne pociski rakietowe lub pociski manewrujące przeznaczone do niszczenia celów morskich i lądowych.
Obecnie używanymi okrętami tej klasy są:
- amerykańskie okręty podwodne typu Virginia (Block I–IV) z 12 wyrzutniami VLS dla pocisków manewrujących BGM-109 Tomahawk oraz Block V z 40 takimi wyrzutniami. 3  okręty typu Virginia zamówiła również Australia[2].
- rosyjskie okręty podwodne projektu 885 – „Yasen” z pociskami 3M22 Cyrkon

Jednakże granica pomiędzy okrętami SSGN i atomowymi okrętami myśliwskimi SSN zanika, bowiem nowe generacje okrętów SSN są coraz bardziej wielozadaniowe i posiadają na wyposażeniu pociski manewrujące. Dla przykładu francuskie atomowe myśliwskie okręty podwodne typu Suffren zawierają pociski manewrujące Exocet do walki z okrętami oraz pociski dalekiego zasięgu MdCN (klasy woda-ziemia) wystrzeliwane nie z pionowych wyrzutni VLS, ale z wyrzutni torpedowej standardowego kalibru 533 mm.